# Хольгер Данске
Хольгер Данске (дат. Holger Danske) — одна из самых крупных и решительных групп Сопротивления из действовавших преимущественно в Копенгагене и окрестностях. Своим названием группа обязана имени легендарного героя Ожье Датчанина, который спит, но должен проснуться и сокрушить врагов, когда Дании будет угрожать опасность.
Группа собралась в единое целое весной 1943 усилиями представителей Датского Собрания и имела ярко выраженный буржуазный характер, объединяя преимущественно ветеранов, воевавших против СССР на стороне Финляндии в Зимней войне. Группа не имела одного чёткого лидера и состояла из нескольких подгрупп. К участникам группы относятся многие из наиболее известных бойцов датского Сопротивления. К концу войны группа насчитывала до 350 человек, за которыми числилась ликвидация примерно 200 предателей и свыше 100 успешных акций саботажа. Группа располагала собственным производством оружия. Иногда партии оружия специально тайно изготавливались на работавших предприятиях для последующей передачи борцам Сопротивления.
Хольгер Данске состояла из подгрупп I, II, III, IV и V. Они не были знакомы друг с другом по причине свободной структуры, поэтому в случае провала одной группы, другие могли продолжать свою деятельность. Немцы дважды распутывали нити, ведшие внутрь группы, но им никогда не удавалось идентифицировать всех членов. Из-за своей активной и бесстрашной деятельности, безжалостной и к врагу, и к себе, Хольгер Данске несли тяжёлые потери — 64 члена группы были казнены или погибли на задании. Среди казнённых 9 августа 1944 года в местечке Роруп у Остеда 11 членов Сопротивления 6 человек было из BOPA и 5 из Хольгер Данске.
Среди наиболее громких акций саботажа, осуществлённых группой, подрыв зала Форум во Фредериксберге 24 августа 1943 и нападение на Burmeister & Wain в 1944. И всё же группа скорее тяготела к открытым столкновениям с немцами и их пособниками, даже исходя из цифр, отдавая предпочтение ликвидациям. Среди показательных акций была и роялистски-патриотическая — весной 1944 года Хольгер Данске отметил появление на свет принцессы Бенедикты салютом из 21 бомбы.

## В культуре
В 2008 году в прокат вышел фильм «Пламя и Цитрон», посвященный деятельности двух бойцов группы — Бенту Фаурско-Виду с позывным «Пламя» и Йоргену Шмиту с позывным «Цитрон». Фильм основан на реальных событиях и рассказывает о работе под прикрытием, саботаже и ликвидации информаторов.
В 2019 году Oi-группа Old Firm Casuals выпустила альбом «Holger Danske», который Ларс Фредриксен посвятил своему дяде Вигго, сражавшемуся в рядах Хольгер Данске против нацистов во Второй Мировой Войне.